# Cinologia

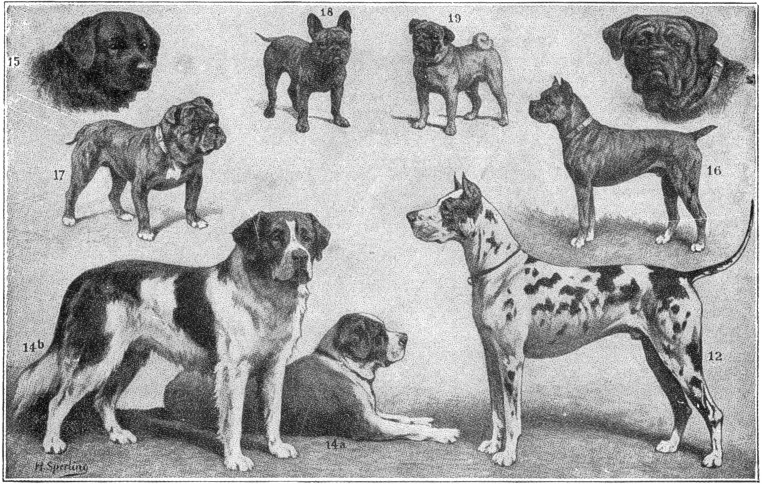
Algumas raças de cães ilustradas no The New Student's Reference Work (1914). 12.Dogue alemão; 13.Mastim inglês; 14a.São-bernardo de pêlo curto; 14b.São-bernardo de pêlo longo; 15.Terra-nova; 16.Boxer; 17.Buldogue inglês; 18.Buldogue francês; 19. Pug.

Cinologia (do grego kýon, kynós, cão + lógos, estudo) é a ciência que estuda os cães. É o estudo científico da origem, formação, desenvolvimento e características morfológicas, físicas e mentais dos caninos e suas diversas raças. De modo que, aquele que estuda os cães ou que se dedica à cinologia é um cinólogo.
Em inglês, pode ser um termo às vezes usado para denotar uma abordagem zoológica séria ao estudo de cães, bem como para escritores de assuntos caninos, criadores de cães, treinadores, e entusiastas que estudam informalmente os cães. É o estudo de questões relacionadas com caninos ou cães domésticos.

## O estudo de cães

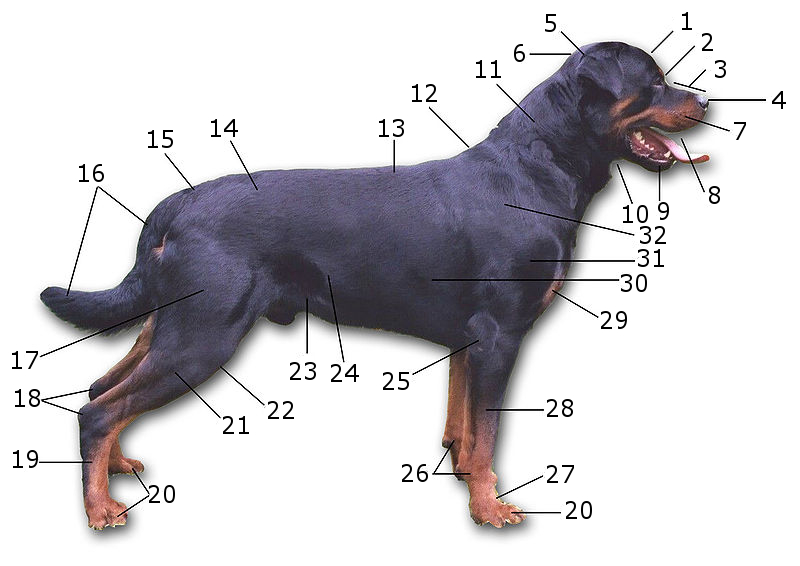
Anatomia canina ilustrada na figura de um cão da raça Rottweiler.

O estudo de cães, e assuntos relacionados com cães, são realizados e publicados: em geral, por aqueles que dominam a literatura relevante ou aspectos do mesmo, e a estrutura formal do assunto (Regulamentos de saúde, reprodução e exposições etc, por Kennel Clubs nacionais ou internacionais); em específico, por biólogos, geneticistas, zootecnistas, behavioristas e outros cientistas, historiadores, veterinários e especialistas em raças.
Informalmente, os cães podem ser estudados por aqueles sem treinamento científico específico, como publicitários e autores, criadores, treinadores, manipuladores de cães policiais, e outros, através da literatura, história e experiência pessoal. Muitos livros e vídeos úteis para o público foram produzidos através do estudo informal do cão. Aqueles que, muito raramente, se referem a si mesmos como "cinólogos", podem, formal ou informalmente, estudar assuntos como ciência veterinária, criação de cães, desenvolvimento de raças, comportamento e treinamento de cães, e literatura e história dos cães.

## Termos
Existem muitos termos usados e relacionados ao meio que envolve a cinologia.
- Cinolidade — Personalidade do cão.[2]
- Cinólogo — Estudioso dos cães de modo científico.[2]
- Cinometria — Medição das proporções entre as partes do corpo das mais diversas espécies caninas.[2]
- Canicultura — ou cinocultura. Criação profissional de cães.[2]
- Cinofilia — Hábito e gosto pela leitura especializada, estudo, canicultura e participação em eventos com seus cães.[2]
- Cinófilo — Que gosta de cães.[2]
- Cinofobia — Medo mórbido de cães.[2]
- Cinopsicologia — Ramo da psicologia que estuda o comportamento e os fenômenos psíquicos da espécie canina.[2]
- Cinografia — Tratado sobre assuntos caninos.[2]
- Stud book — Livro de criação; arquivo ou registro das ninhadas nascidas de cães de raça pura.[2]
- Kennel club — Clube de canis; clube de criadores, proprietários e expositores de cães.[2] Ex.: American Kennel Club.
- Cinotecnia — estudo da anatomia, comportamento, psicologia, etc., de raças caninas, que tem por objetivo o treino e a criação de cães[6], geralmente para fins de trabalho, como guarda, proteção, cão militar, etc.
- Raça pura —  Uma raça em que apenas os indivíduos registrados no Stud book reproduzem entre si, possuindo portanto uma linhagem rastreável e consequentemente o direito ao registro ou certificado genealógico conhecido como pedigree.

## Raças de cães

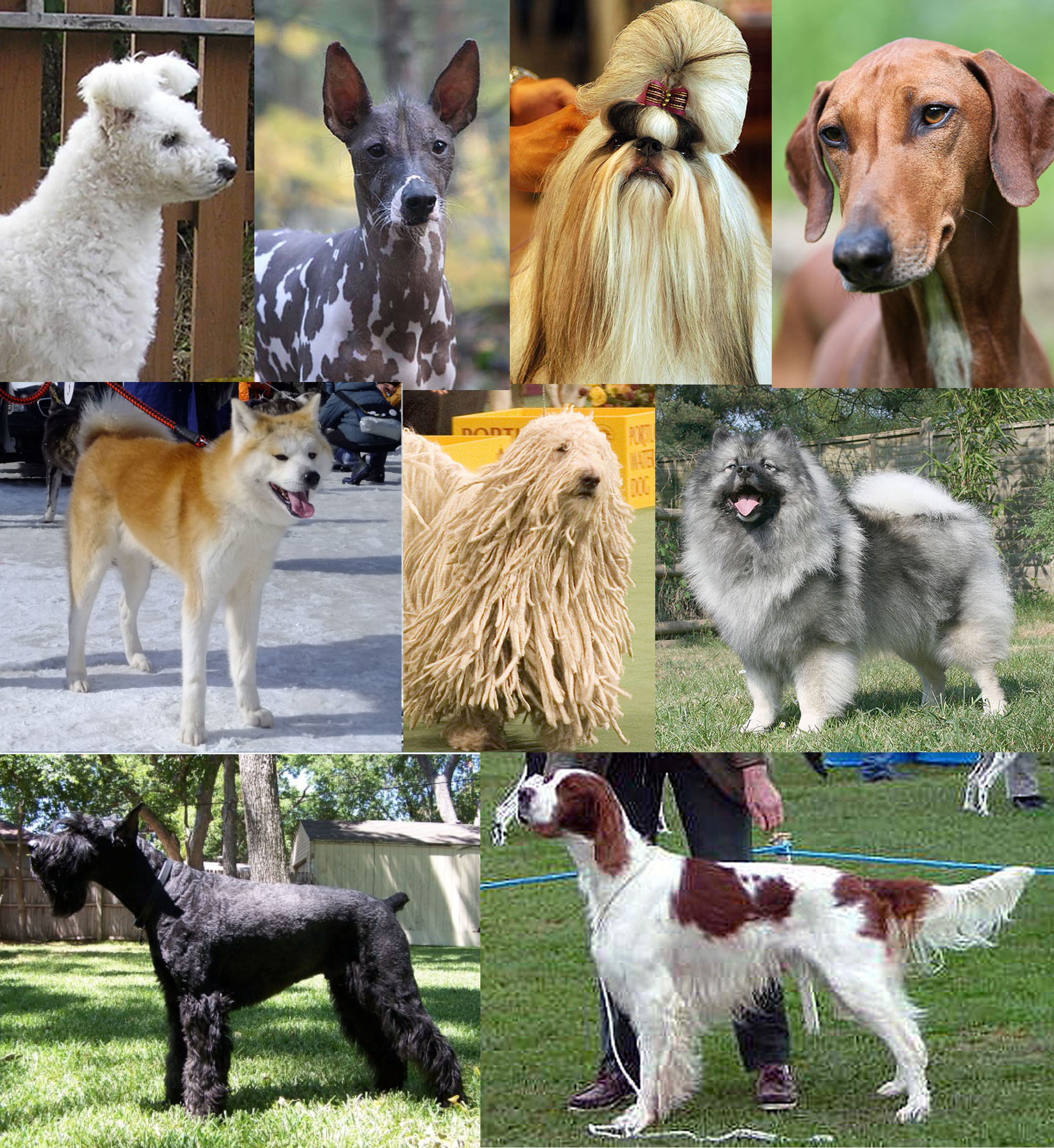
Algumas raças de cães com diferentes tipos de pelagem.

Existem as mais diversas raças caninas dos mais diversos tipos, portes e funções. O número total de raças existentes hoje é discutido. Os mais diversos kennel clubes reconhecem diferentes quantidades de raças, de acordo com as que tiveram grupos de criadores empenhados em obter reconhecimento em determinado clube e as que foram aprovadas após estes esforços. A FCI (Federação Cinológica Internacional) por exemplo, que é um dos maiores clubes internacionais, mas não o único, reconhece ao todo 344 raças de cães. Contudo, é especulado que existam mais de 400 raças de cães espalhadas por todo o mundo. Cada raça reconhecida por algum kennel club possui um padrão morfológico oficial escrito, seguido rigorosamente pelos criadores na seleção genética, e, uma vez que passa a ser considerada uma raça pura, não podem mais haver intercruzamentos com raças distintas. O controle genealógico ocorre através do stud book e da emissão de certificados genealógicos conhecidos como pedigree, dado apenas para filhotes de cães já registrados anteriormente no stud book, e assim sucessivamente.

### Tipos

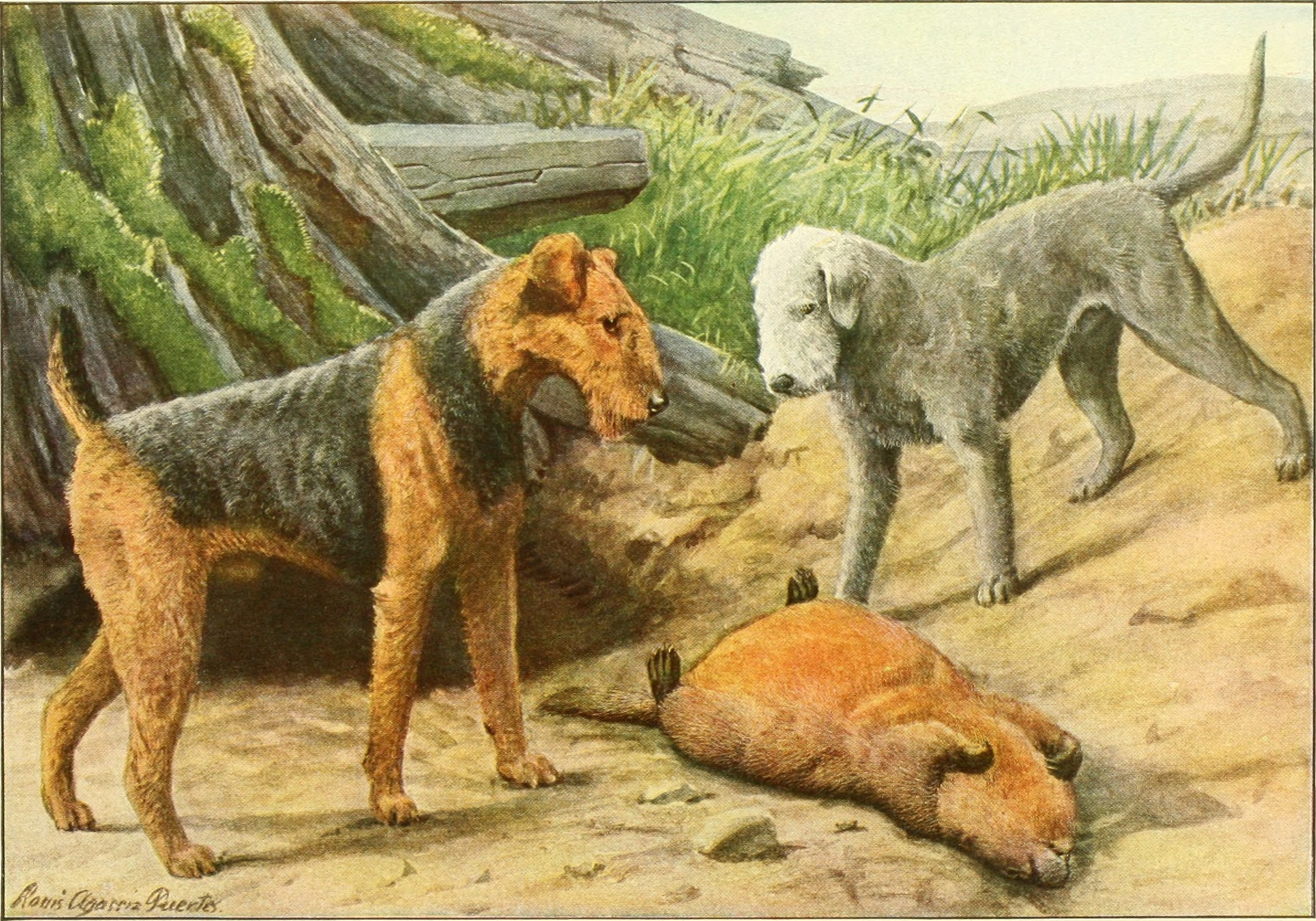
Cães do tipo terrier com cão-da-pradaria abatido.

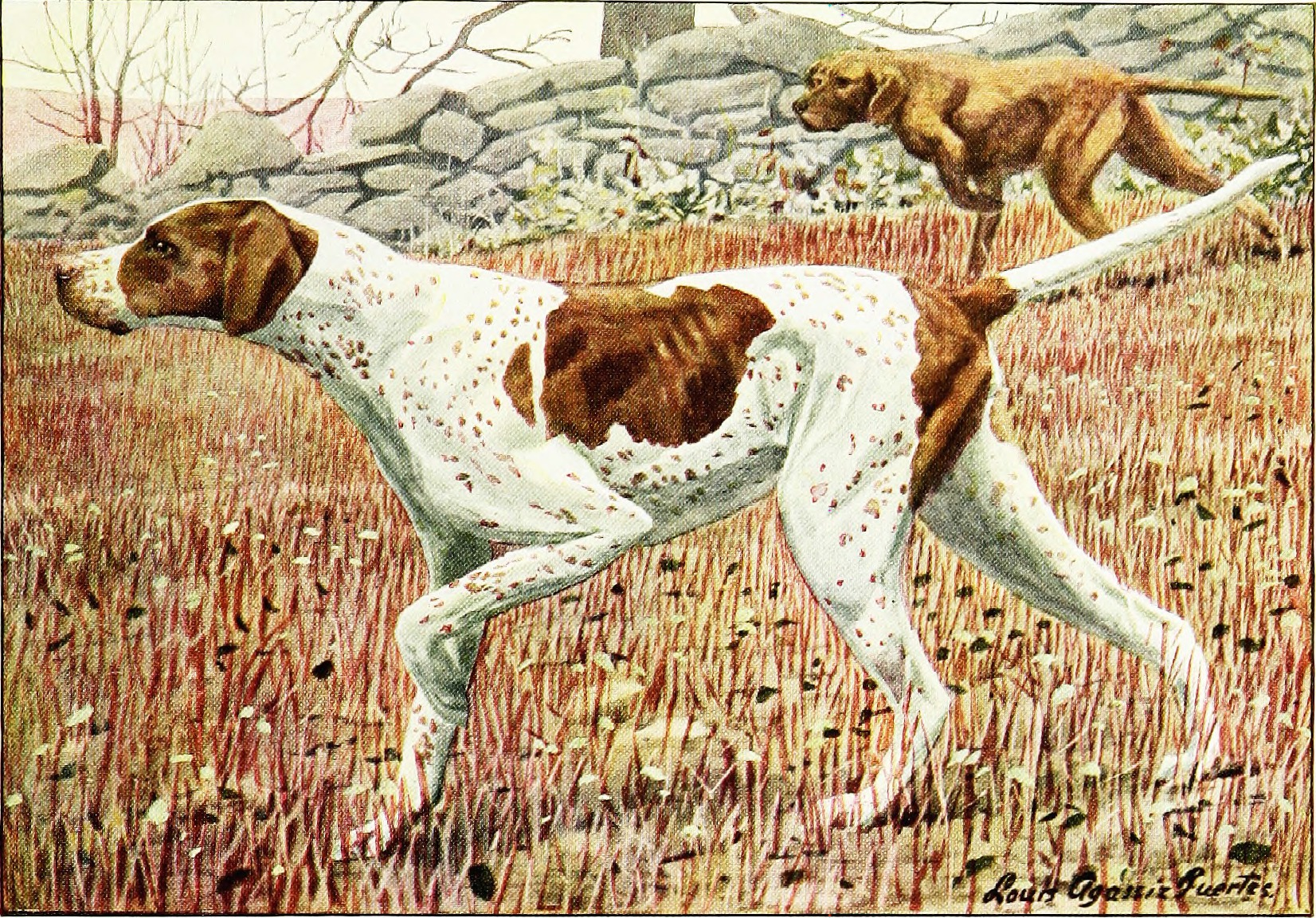
Cães de aponte, 1919.

O veterinário e entomologista do século XIX, Jean Pierre Mégnin teorizou que havia quatro tipos caninos básicos com base em sua observação de suas diferentes estruturas no crânio: Lupóides (Spitz), Braccóides (Sabujos), Graioides (Lébreis), e Molossóides (molossos). Embora o estudo do genoma canino esteja causando a revisão da base taxonômica do fenótipo como as de Mégnin, as quatro categorias ainda são usadas em alguns contextos tradicionais, como na cinofilia profissional por exemplo. A cinofilia tradicional usa termos classificatórios de acordo principalmente com a morfologia:
- Spitz
- Sabujo
- Lebréu
- Molosso

Existem ainda outras classificações, que levam em conta mais a função e origem dos cães:
- Terrier
- Collie
- Spaniel
- Pinscher
- Retriever
- Pointer (ou cão de amostra ou aponte)
- Mastim
- Buldogues

#### Outras classificações por utilidade
- Cão de caça
- Cão pastor (ovelheiro e boiadeiro)
- Cão de guarda
- Cão de presa
- Cão de companhia
- Cão de tração
- Cão de trabalho